# Amphisbetetus
Amphisbetetus is een vliegengeslacht uit de familie van de roofvliegen (Asilidae).

## Soorten
- A. affinis Hermann, 1906
- A. dorsatus Becker in Becker & Stein, 1913
- A. favillaceus (Loew in Rosenhauer, 1856)
- A. gederati Efflatoun, 1937
- A. norrisi Paramonov, 1966
- A. primus Paramonov, 1966
- A. ruazi Theodor, 1980
- A. sexspinus Tomasovic, 2008
- A. trinotatus Paramonov, 1966
- A. westralicus Paramonov, 1966